# Catasetum incurvum
Catasetum incurvum är en orkidéart som beskrevs av Johann Friedrich Klotzsch. Catasetum incurvum ingår i släktet Catasetum och familjen orkidéer. Inga underarter finns listade i Catalogue of Life.